# Colurella geophila
Colurella geophila är en hjuldjursart som beskrevs av Donner 1951. Colurella geophila ingår i släktet Colurella och familjen Lepadellidae. Inga underarter finns listade i Catalogue of Life.